# Gofredo Teles
Gofredo Teixeira da Silva Teles (Rio de Janeiro, 17 de abril de 1888 — São Paulo, 30 de julho de 1980) foi um advogado, professor, escritor e político brasileiro.
Fez seus estudos no Colégio de São Bento, sendo o primeiro aluno matriculado quando da sua fundação, em 1903.
Foi vereador e depois prefeito da cidade de São Paulo em 1932.
Foi casado com Carolina Penteado da Silva Teles, filha de Inácio Leite Penteado e de Olívia Guedes Penteado, e prima-irmã da mecenas Yolanda Penteado. Era filho do engenheiro e vereador Augusto Carlos da Silva Teles e pai do jurista e professor universitário de Direito na USP Gofredo da Silva Teles Júnior, bem como sogro da escritora Lygia Fagundes Telles, até esta se separar do primeiro marido.
Era membro da Academia Paulista de Letras.